# Quechua
Pour les articles homonymes, voir Quechua (homonymie).
Le quechua (prononcé en français : /ket.ʃwa/, ou /ket.ʃu.wa/) ou quichua (prononcé en français : /kit.ʃwa/,) est une famille de langues parlées au Pérou, où il a le statut de langue officielle depuis 1975, ainsi que dans d'autres régions des Andes, du sud de la Colombie au nord-ouest de l'Argentine. Sa variante équatorienne est appelée kichwa, ou quichua. Il compte environ dix millions de locuteurs, dont un million et demi en Équateur, plus de quatre millions au Pérou et près de trois millions en Bolivie, tout en étant également parlé localement au nord du Chili. Il se subdivise en de nombreuses variétés. La plus répandue (sud du Pérou et Bolivie) est le quéchua dit « cuzquénien », qui possède une tradition écrite ancienne remontant à l'époque coloniale (XVIe siècle).
Le quechua était la lingua franca et la langue officielle de l'Empire inca. La large extension territoriale actuelle du quechua est due au fait qu'il a été promu au rang de lengua general par la couronne espagnole.

## Histoire
Avant le développement de l'empire inca, le quechua était la langue des Chinchas qui vivaient dans la région côtière autour de l'actuelle ville de Lima, qui comprend notamment le temple de Pachacamac. Durant le Ier millénaire apr. J.-C., la langue se serait propagée dans un premier temps par le biais des échanges commerciaux entre les Chinchas et les peuples voisins, notamment à Cajamarca et jusqu'en Équateur, sans nécessairement s'y imposer comme langue vernaculaire. Selon le linguiste Nicholas Ostler, le quechua est devenu la langue impériale des Incas après l'annexion des territoires des Chinchas sous le règne de Pachacutec. Durant les générations suivantes, la langue s'est répandue dans une grande partie de l'empire inca grandissant, soit par une politique de colonisation, soit, comme le rapporte l'historien jésuite Blas Valera, par l’éducation, directement à Cusco, des héritiers des territoires vassalisés, lesquels devaient en retour transmettre le quechua à leurs descendants.

## Distribution géographique
Les langues quechuas sont parlées dans une large zone géographique discontinue dans l’ouest de l’Amérique du Sud, du sud-ouest de la Colombie jusqu’au nord de l’Argentine,.

### Le nord: l’Équateur, la Colombie et le Loreto
Entre le sud-ouest de la Colombie, l’Équateur et l’extrémité nord de l’Amazonie péruvienne prédomine la variante du quechua appelée kichwa. Cette variante s’étend de régions discrètes des départements de Nariño, Putumayo et Cauca (Colombie) jusqu’aux versants nordiques du fleuve Amazone dans le département de Loreto (Pérou), passant au travers d’une grande partie de la sierra équatorienne et de l’Oriente.

### Le nord-est du Pérou
Deux variantes apparentées au kichwa sont parlées dans les départements péruviens d’Amazonas et de San Martín. Le quechua chachapoyas est employé dans les montagnes amazoniennes tandis que le quechua de San Martín est employé sur les versants des rivières Mayo et Sisa. À l’ouest, le quechua cajamarca est utilisé dans les environs de la ville de Cajamarca, dans des localités telles que Chetilla et Porcón. La variété d’Incahuasi-Cañaris, intelligible avec la variété cajamarca, s’étend au nord-est dans les districts andins de Incahuasi et de Cañaris (Lambayeque) et à proximité dans les provinces de Cutervo et de Jaén (Cajamarca), ainsi que dans un village éloigné de la province voisine de Huancabamba (Piura).

### Centre du Pérou
Dans les Andes péruviennes sont principalement parlées les variétés de la famille Quechua I. Elles forment un continuum dialectal réparti entre les départements de Áncash et Huánuco au nord, et ceux de Junín, Huancavelica et Ica au sud, incluant les départements de Pasco et Lima.
Le dialecte le plus parlé dans ces régions est le quechua ancash, employé dans l’extrême nord (Áncash et le nord-ouest de Huánuco). Le quechua huanca est employé dans les provinces de Huancayo, Chupaca et Concepción situées dans le département de Junín. Au sud, dans le département de Lima, deux dialectes de la famille Quechua II partagent leur superficie avec les variétés de la famille Quechua I de la province de Yauyos : l’un est situé dans le district de Laraos et le second au sud de la province.

## Phonologie
Le quechua dit « normalisé » a trois voyelles : /i/, /a/ et /u/, généralement réalisée [ɪ], [æ], [ʊ].
Chaque consonne occlusive (labiale, dentale, palatale, vélaire et uvulaire) a une variante simple, une variante glottale et une variante aspirée (exemple : p, p' et ph).

### Consonnes
|           |           | Bilabiale | Alvéolaire | Palatale | Vélaire | Uvulaire | Glottale |
| --------- | --------- | --------- | ---------- | -------- | ------- | -------- | -------- |
| Nasale    | Nasale    | m         | n          | ɲ        |         |          |          |
| occlusive | simple    | p         | t          | tʃ       | k       | q        |          |
| occlusive | aspirée   | pʰ        | tʰ         | tʃʰ      | kʰ      | qʰ       |          |
| occlusive | éjective  | pʼ        | tʼ         | tʃʼ      | kʼ      | qʼ       |          |
| Fricative | Fricative |           | s          | ʃ        |         |          | h        |
| Spirante  | Centrale  |           |            | j        | w       |          |          |
| Spirante  | latérale  |           | l          | ʎ        |         |          |          |
| Rhotique  | Rhotique  |           | ɾ          |          |         |          |          |

|           |           | Bilabiale | Alvéolaire | Palatale | Vélaire |
| --------- | --------- | --------- | ---------- | -------- | ------- |
| Occlusive | Occlusive | p         | t          |          | k       |
| Affriquée | Affriquée |           | ts         | tʃ       |         |
| Fricative | simple    | ɸ         | s          | ʃ        | x       |
| Fricative | voisée    |           | z          | ʒ        |         |
| Nasale    | Nasale    | m         | n          | ɲ        |         |
| Latérale  | Latérale  |           | l          |          |         |
| Rhotique  | Rhotique  |           | ɾ          |          |         |
| Spirante  | Spirante  |           |            | j        | w       |

## Syntaxe et morphologie
Le quechua est une langue agglutinante, exclusivement suffixante.
Le nom est constitué d'une base à laquelle viennent s’ajouter, toujours dans cet ordre, une série de suffixes possessifs, la marque de pluriel -kuna, puis en dernier les marques casuelles (le tout éventuellement suivi d'un enclitique). Aucun de ces suffixes n'est obligatoirement présent, la base nominale nue représente le cas nominatif. Le genre grammatical est inconnu en quechua, de même que les articles définis ou indéfinis, et l’opposition singulier/pluriel est moins systématiquement utilisée que dans les langues indo-européennes[réf. nécessaire].
Le verbe, situé en fin de phrase, comporte obligatoirement une base et au moins un suffixe (contrairement à la base nominale qui peut apparaître seule) : il est constitué de marques de temps, d'aspects, de transitions, de post-verbes et de marques de la personne.
La première personne du pluriel est dédoublée en « nous inclusif » (nous, y compris toi) et « nous exclusif » (nous, mais pas toi).
Le quechua est particulièrement riche et nuancé pour exprimer l'implication du sujet dans les processus exprimés, et notamment les modalités de sa connaissance desdits procès (l'évidentialité)[réf. nécessaire].

## Valeurs graphiques
- le « r » quechua est roulé comme « à l'espagnole »
- le « h » est aspiré
- le « ch » se prononce « tch »
- le « ll » se prononce « à l'espagnole », ou comme « gl » en italien (« l » mouillé, dans lluvia, figlio)
- le « p' », le « t' » et le « ch' » sont des « p », « t » et « ch » glottalisés : la voix du locuteur s'interrompt une fraction de seconde après l'émission de la consonne, puis prononce la voyelle qui suit bien détachée de la consonne, au lieu d'enchaîner les deux sons comme dans une syllabe banale.

## Lexique

### Exemples
| Mot français | Traduction | Prononciation approchée |
| ------------ | ---------- | ----------------------- |
| terre        | allpa      | alpa                    |
| ciel         | hanaqpacha | hanarpatcha             |
| eau          | unu / yaku | ounou / yacou           |
| feu          | nina       | nina                    |
| homme        | qari       | rari                    |
| femme        | warmi      | warmi                   |
| manger       | mikhu-y    | micouille               |
| boire        | upya-y     | oupiaille               |
| grand        | hatun      | hatoun                  |
| petit        | huch'uy    | houtchouille            |
| nuit         | tuta       | touta                   |
| jour         | p'unchaw   | pountchaw               |

### Emprunts français
Quelques mots d'origine quechua se sont introduits en français par l'intermédiaire de l'espagnol, notamment alpaga, condor, coca, guano, lama, pampa, puma, quinoa, et vigogne.

## Controverse orthographique
Une controverse orthographique oppose les partisans de l'écriture du quechua avec trois voyelles (trivocalistes) à ceux qui préfèrent employer les cinq voyelles de l'espagnol (pentavocalistes). Il est généralement admis que, d'un point de vue phonologique, les locuteurs totalement quechuaphones ne distinguent que trois voyelles ([a], [i] et [u]). Cependant, les locuteurs bilingues (également hispanophones), qui ont souvent appris à écrire en espagnol, ont tendance à noter cinq voyelles comme dans cette dernière langue (ils noteront tantôt i, tantôt e là où les trivocalistes préconisent l'usage unique de i, et tantôt u, tantôt o, là où les trivocalistes préconisent de n'utiliser que u).
Trivocalistes et pentavocalistes sont généralement d'accord pour admettre que ces variantes sont des allophones et ne sont donc pas porteuses de sens. Elles se manifestent pour des raisons de physique articulatoire, en présence des consonnes dites uvulaires ou post-vélaires, mais pratiquement pas dans d'autres cas.
L'opinion la plus couramment admise aujourd'hui parmi les universitaires préconise donc de limiter à trois voyelles la transcription de cette langue, afin d'éviter la multiplication inutile de variantes de graphies selon les dialectes et les transcriptions. Cette position reste cependant contestée par beaucoup d'autochtones, lesquels la jugent paradoxalement intellectualisante et déconnectée de la réalité (paradoxe, puisque le système phonologique du quechua se réduit à trois voyelles; mais ce paradoxe s'explique par la prégnance des modèles hérités de la colonisation). 
Elle présente aussi l'inconvénient de rendre caducs de nombreux ouvrages (dictionnaires, grammaires, anthologies…) rédigés avec l'orthographe pentavocaliste. Enfin, elle néglige le fait que le quechua contemporain fait des emprunts de vocabulaire à la langue espagnole — qui, elle, fait sans l'ombre d'un doute appel à cinq voyelles. Et dans ce cas, ou bien le mot conserve la trace de son origine étrangère au quechua et il faut le transcrire avec les normes espagnoles, ou il s'intègre au système phonologique quechua, c’est-à-dire à un système trivocalique.